# ク・リトル・リトル 〜魔女の使役る、蟲神の触手〜
『ク・リトル・リトル 〜魔女の使役る、蟲神の触手〜』（ク・リトル・リトル おとめのふれるてんしのゆびさき）は、2010年3月26日にBlack cycから発売されたアダルトゲーム。
同年8月27日にはファンディスク『ク・リトル・リトル 〜グレートハンティング〜』および本編と1セットになった『ク・リトル・リトル おまとめセット』が同時に発売された。
2013年5月24日にはBest Price版が発売され、2014年9月26日には、本作と『グレートハンティング』のWindows 8.1動作版が発売された。
本項では『グレートハンティング』についても扱う。

## 概要
クトゥルフ神話をモチーフとしたアダルトゲームだが、『里見八犬伝』を基にした要素もある。2周目のルートに差し掛かると、白か黒の錘のうちどちらか1つを天秤に乗せるというメッセージが現れる。白を選ぶと“アオゾラ”ルートが展開され、そこから各ヒロインへのルートへと分岐する。黒を選ぶと“ヨゾラ”ルートが展開される。どちらのルートも異なる視点で話を展開しつつも、互いに補完する関係にある。
“アオゾラ”ルートはバトルシーンに重きを置いたルートである一方、“ヨゾラ”ルートは凄惨な描写が多く身体障害を扱ったルートもある。逆に“ヨゾラ”では描かれないが、“アオゾラ”で描かれる要素も存在する。
本作の前日譚や後日談を描いた5つのストーリーを集めたファンディスク『ク・リトル・リトル 〜グレートハンティング〜』でも、“アオゾラ”/“ヨゾラ” ルートのシステムは継承されているが、こちらは恋愛要素がやや強くなっている。
オフィシャル通販特典である短編作品『ク・リトル・リトル ～"たろ"の触れる、乙女の触手～』には、『夢幻廻廊2』から"たろ"と薫子がゲスト出演している。

## あらすじ
平凡な日常を送っていた、慧宮学院の生徒・久世玲壱は、ある日オーガストという金髪碧眼の美少女と出会い、彼女から探し求めていた“わが触手”（ク・リトル・リトル）と呼ばれる。
オーガストは、邪神復活のために戦う“触手姫”（ラヴクラフト）の一人であり、その“触手姫”には、彼の妹や幼馴染も含まれていた。かくして、玲壱は“触手姫”達の戦いに巻き込まれてしまう。

### ク・リトル・リトル 〜グレートハンティング〜
グレートハンティング
触手姫たちとUMAの戦いを描いた物語。
Love ＆ Craft
玲壱をめぐるオーガストと兎子の戦いを描いた物語。
インジャスティス・ソサエティ
あんじぇとたんぽぽの出会いを描いた物語。

ダブルバインド
左子と玲壱のデートを描いた物語。
不思議の国のクズコ
謎の地“クリトリス”をめぐるクズコの物語。

## 登場人物
久世玲壱（くぜ れいいち）
主人公である白髪の少年。10年前にオーガストから「奴隷」になる約束を取り付けられ、その後再開した際に触手（ク・リトル・リトル）として見初められてしまう。オーガストからは「レーチー」と呼ばれている。
朝寝坊の癖があるため毎朝兎子に起こされており、朝食も兎子が進んで用意している。
実家は裕福であり、二週目以降のルートでは植物人間となったこいぬを療養するために母が兎子の母を高給で雇っていることが発覚する。
オーガスト・ダレス
声：澄白キヨカ
玲壱の触手姫（ラヴクラフト）である金髪碧眼の美少女。クールなようでいて傍若無人であり、癖のあるお姫様口調で話す。全編通じて人遣いが荒く、メイドのタエを差し置いて玲壱を三助のように扱うシーンもある。
幼少時、玲壱からトラペゾヘドロンの指輪を渡されている。
ヨゾラルートでは幼少期に玲壱を追いかけていた際にダンプカーに轢かれたことによって四肢を欠いた状態で登場する。この際には障害を盾に玲壱を顎でこき使う一方、玲一に頼りきりになっていることを内心で悔いているシーンもある。また、『グレートハンティング』の“Love&Craft”では久世家に居候している。
種字は“隷（レー）”で、能力は絶対命令。これは命令した事を玲壱がなんでもこなす能力であり、オーゲストが「死ぬな」と命じれば瀕死の重傷から即座に回復するなど物理法則も無視する程の効果を持つ。名乗りは「首無し神（イゴールナク）」。
久世 こいぬ（くぜ こいぬ）
声：野宮香央里
玲壱の妹。気が弱く、兄に甘えている。また、一時期関西の学校に通っていたため、方言の混じったしゃべり方をする。
後に恋（レン）の触手姫へと覚醒し、世界を創造する能力を持つユゴスの王(アザトース)としての力に目覚めた。
二週目以降のルートで、実は何年もの間に渡って植物人間であり続けてる身であることに気付く。転校前の同級生やクズコに攫われてから凌辱を受け続けた末に親友のマコトにすら裏切られ、交通事故によって植物人間となる経緯を辿っている。
恋（レン）の魔力を発揮して自在に世界を改変するが、それは偏に兄の玲一と巡り合う世界に辿り着くための行為であり、結果としてはこいぬが作中の黒幕の1人となってしまっている。ヨゾラルートにおいて多くの人物が障害を抱えているのはこいぬのネガティブな感情が恋（レン）の魔力と結びつき現実を浸食しているためであるという。
加藤 兎子（かとう うこ）
声：榎津まお
玲壱の幼馴染。学院では優等生であるが、玲壱に対してはしばしば怒鳴ることがあり、日頃から苛立ちつつも矢鱈と玲壱の世話を焼く。
後に“躰（テ）”の触手として覚醒する。触手としては肉体を自在に変化させ、その原理でロボットのように変形する、傷を回復する、巨大化するなどの能力を扱う。展開によっては種字の異なるオーガストの能力に対応した働きを見せる。
オーガストに対して焼きもちを焼いており、彼女に対して怒鳴ることが多い。オーガストが玲壱との絆を主張した際には「それは偽りの絆、ただの枷」と批判している。
ヨゾラルートではあんじぇに誘拐されたことで凄惨な体験をしたことが明らかとなり、下水タンクに監禁された際にはあんじぇの洗脳により平気で糞尿や人肉を貪る精神状態に陥っていたという。その時の記憶や体中の傷、背に彫られたタトゥーがトラウマとなっており、コンプレックスともなっている。あんじぇと再び対峙するルートでは絶体絶命の状況においてクレオの介在もあって自身の性器ごとあんじぇの貞操帯触手を千切るといった凄まじい精神力を発揮する。
長政左子（ながまさ ひだりこ）
声：黒岩心々
玲壱と同じ学校の少女で、オッドアイが特徴。好奇心旺盛であり人見知りせず、しばしば野次馬ぶりを発揮する。普段から玲壱と兎子の間柄についてからかっている。ルートによっては兎子に好意を寄せる同性愛者であることが明らかになる。
ヨゾラルートでは結合双生児であることが明かされ、これが原因で両親が自殺したという。このルートではソープランドで童貞喪失する右彦を側で眺めるシーンが見られる。
触手姫としては“娠（シン）”の力を持っており、この力によって老若男女を問わず妊娠させて眷属（ミ＝ゴ）を産ませる。名乗りは「りりす＝えう゛ぁ（アブボース）」。
長政右彦（ながまさ みぎひこ）
声：黒岩心々
左子の双子の弟で、オッドアイが特徴。左子とは対照的に控えめで弱気な性格であり、左子の奔放ぶりに日頃から困っている。オーガスト転入を機に玲壱とオーガストの関係に興味を抱いている。ルートによっては玲壱に好意を寄せる同性愛者であることが明らかになる。
ヨゾラルートでは左子の“触手”であることが明かされた。このルートではソープランドで童貞喪失するシーンが見られる。
露木 雫（つゆき しずく）
声：愛媛みかん
玲壱の先輩。
“恥（チ）”の触手姫であり、能力を使うことであらゆる情報を知ることができ、視線を破壊力に変える力を発揮することもできる。だが能力を利用する度に肉体が情報体に姿を変える形で徐々に寿命が縮み、最後には純粋な情報体となっていく形で死亡する。そのため、多くの展開で主人公達を助ける為に死ぬ運命を辿る。
玲壱たちのアドバイザーも務めた一方、悪しき“触手姫”を町の平和のために打ちのめそうと考えている。
”ヨゾラ”ルートでは盲目であることが明かされ、神の力で自分の目を治すという動機を持っている。名乗りは「ぷーろてうす（ヨグソトース）」。
ランドルフ・カーター
声：立花十四朗
雫の愛犬である“触手”。愛称ランディ。年老いている分、知識は豊富。その一方で近所の雌犬との交尾に励むなど動物としての本能に忠実な面も見られる。
雫の触手姫との力により人語をしゃべることができ、これによって本作の攻略を助けるヒントを与える役割を果たす。
死亡すると雫と共にどこともつかない空間で「やれやれ、また死んだぞ」とこぼす。
五條 チヒロ
声：おぼれ谷リアス
玲壱たちの担任。黒いトレンチコートにゴスロリ服を身にまとっており、それを略してゴリ子と呼ばれている。飲酒・喫煙を嗜む上、異様な服装とがさつな性格もあって教師らしくないように見えるが、実は学生思い。
触手姫たちの戦いに詳しく、触手姫に対抗する武器としてアダルトグッズを使用していた。玲壱らのサポートも行った。ルートによっては正体が眷属であるという経緯を辿る。
“グレートハンティング”では、玲壱たちをUMA退治へ向かわせた。
『プリンセスX 僕の許嫁はモンスターっ娘!?』購入特典として提供されるオリジナル・サウンド・ドラマ 『ク・リトル・リトル・リトル 触手姫 対 異世界姫』では収監中のたんぽぽにたいして仮釈放を条件としてある事件の解決を依頼する。
片桐 マコト（かたぎり マコト）
声：みすみ
こいぬの親友で、兄に甘えてばかりの彼女を心配している。
かつて自分を男だと思っていた時期があり、男性的な性格や男言葉が出てしまうのはその名残である。
その正体は武芸に長けた“刃（ジン）”の触手姫であり、触手を刀や甲冑に換えて近接戦闘を行う。また、”ヨゾラ”ルートでは両性具有であることが明かされた。
こいぬを守ることを使命としていると言いつつも、ルートによっては出来心でこいぬを凌辱したり逆に自身が危機に陥ったりと、結果的にこいぬを追い詰めてしまう。正体はこいぬが生み出した架空の存在であり、こいぬを殺した際には自身が本来存在しない人間であることを自覚して消失に至る。名乗りは「裁ち切るもの（クグサクスクルス）」。
クレオ
声：鈴谷まや
褐色の肌をした謎の少女。慧宮学院の制服を着ているが在校生ではない。
正体は“躰（テ）”の触手姫であり、若気の至りで兎子が玲壱と情交に及んだ際に妊娠した胎児である。まだ受精卵というべき段階であり現世に受肉していなかったため、触手である兎子にしか姿を見ることができなかった。クレオの正体を知ったこいぬやオーガストが嫉妬心に駆られ、それぞれユゴスの王の力を振るって玲壱や兎子に立ちはだかるパターンもある。
シナリオ担当の伊藤ヒロ曰く、種族名はナイアラホテップであるとのこと（名乗りも「碑の守護者（ナイアラホテップ）」）。
『グレートハンティング』では凌辱シーンが追加された 。
狩野 たんぽぽ（かのう たんぽぽ）
声：西野みく
玲壱らと衝突した触手姫であり、“戯（ギ）”の力を持っている。触手から発せられる振動や電撃を性技や戦闘に利用しており、普段はアダルトグッズの本に模している。名乗りは「ツチグモ（ツトゥグア）」。
24歳のOLであり、大卒であるが、幼く見られるほどの小柄な体格が悩みであり、チビ呼ばわりされると激怒する。また、押し並べて他者を粗末に扱う一方で祖母だけは大切にしている。
”ヨゾラ”ルートでは小柄な体格が骨の病気に由来する小人症によるものであることが明かされ、祖母の口から母が18歳の若年で自身を出産したことが障害の原因となったことが語られる。そのことで自身の母を恨んでいた祖母の入れ知恵によって身勝手で自己陶酔的な人格を形成していった。同時に外見が幼いが故に年相応に性行為を行うことが社会的に許されないといった不満などが本人の口から語られる。
ルートによってはあんじぇに祖母を凌辱されたことに怒りをあらわにしてあんじぇを凌辱し、結果としてあんじぇが凶悪犯という仮面を捨てて快楽に身を任せてバニーガールの道を行く展開に至る。
タエ
声： 富樫ケイ
オーガスト御つきのメイド兼護衛役。有能なようでメイドとしては無能である。
正体は世界の破滅と美しい世界の創造を夢見るハスター教団の幹部であり、オーガストがハスターの化身であると信じて、その覚醒のために動いていた。
ルートによってはこいぬの魔力が暴走したことをきっかけとしてタエがユゴスの王として（ハスター神を自称して）出現する流れとなる。
六車 あんじぇ
声： 芹園みや
“紐（テュ）”の触手姫としての力を悪用する女脱獄囚であり、自ら悪人であり変質者であることを明言する。本名不詳。身体は傷だらけであり、衣服と包帯で隠している。名乗りは「夜摩天（ガタノソーア）」。相手に食らいつき離れない貞操帯などの触手を操る。
玲壱らと対立する前のあんじぇを描いた“インジャスティス・ソサエティ”では、過去に数十人もの少女を誘拐しており、誘拐した少女を洗脳して下水タンクで飼育する嗜好を有していることが明らかになる。同時に、彼女たちを利用して眷属を産ませて部下を増やしている。
このような嗜虐趣味は10年前に変質者に灯油をかけられ火傷を負った時に目覚めたものである一方、一たび自身が不利に陥ると被害者になることを恐れる臆病な一面を表し、取り乱して哀願を行いながらあっさりと息絶えてしまうシーンもいくつか存在する。
神部 クズコ（かんべ クズコ）
声：渋谷ひめ
こいぬらの同級生だが、実年齢はもっと上である。へらへら笑っていることが多い。
その正体は“肛（コー）”の触手姫であり、戦闘時クトーニアンなる存在の幼生体であるにーやっくを用いるほか、その種の成体であるあぶらしゃっぐさんも召喚する。触手姫としては対象者の腸内に排泄物を転移させ、クートニアンが転移させた排泄物に嗅覚を働かせて対象者を追尾して仕留めるという戦術を操る。対象者は転移された排泄物を出そうにも希霊因子(SAN)が同時に流出するといけないので便意を我慢して戦わざるを得なくなる。
ヨゾラルートでは、現在別居中の母親から虐待を受けたことによる知的障害が原因で、現在のような人となりになったことが明かされた。知的障害に付け込んで悪意の者がイタズラを仕掛けることがあり、「ウンコを食ったら100円やる」といった類の扱いも障害故に屈辱として認識せず喜んで受け入れてしまう。
にーやっく
声：美澄すい
クトーニアンの幼生で、クズコの“触手”にして黄龍王（シュド＝メル）の巫女。大人の背丈ほどもある白い蛇のようなボディを持ち、先端は複数の目玉が数珠のように連なっており、その輪から複数の触手が伸びている。
クズコといった例外を除き、むやみやたらに人前に出ることはない。
“ダブル・バインド”では長政姉弟と玲壱のデートに紛れ込み、キーキャラクターとしての役割を果たす。
あぶらしゃっぐさん
クトーニアンの成体で、クズコが召喚する。“不思議の国のクズコ”ではクズコの保護者のような役割を果たし、クズコを悪意のものから守るシーンも存在する。
ヤツフサ（八忘）
“インジャスティス・ソサエティ”に登場。あんじぇの前に現れた狐面の少女。正体はユゴスの王の力に目覚めたこいぬの負の感情であり、兄である玲壱への恋愛感情や嫉妬心の権化。負の感情という限定付きながらこいぬと同一の人物。
滅多に人前には現れないが、要所要所でボスキャラとして出現する。倒される度に舌打ちしながら現実を書き換え、玲壱が他のヒロインと結ばれる世界を抹消しつつ改めて自身が玲壱と結ばれる世界を目指す。ヤツフサを撃破するにはこいぬを昏睡状態から覚ますしかない。
展開によってはこいぬは世俗から隔絶された状況の中で玲壱の介護を受けながら昏睡状態のまま情交に供され、本人はこの世界を理想であると絶賛する。

## 用語
旧支配者
大昔に封印された邪神。
触手姫（ラヴクラフト）
旧支配者の精神の転生体で、戦いの際の燃料庫たる存在。全員で八名いる。戦いに敗れると記憶と魔力を勝者に奪われる。
触手（ク・リトル・リトル）
旧支配者の肉体の転生体。普段は人間を含む生物や無生物だが、触手姫の命令で触手へと姿を変え、触手姫へと付き従う。
トラペドヘゾロン
触手姫たちが所持する宝石。それぞれ“コー”（肛）、“テ”（躰）、“テュ”（紐）、“シン”（娠）、“ジン”（刃）、“レー”（隷）、“ギ”（戯）、“チ”（恥）、“レン”（恋）と種字が割り振られている。
希霊因子(SAN)
触手姫の力の源たる因子。排泄すると、排泄物として流れ出てしまう。

## スタッフ
魔女の使役る、蟲神の触手
- 企画：伊藤ヒロ
- シナリオ：伊藤ヒロ、坂東真紅郎
- 原画：椎咲雛樹

グレートハンティング
- 企画：伊藤ヒロ
- シナリオ：伊藤ヒロ
- 原画：椎咲雛樹、金たロウ

## 開発
本作の原画は椎咲雛樹が手掛けており、一部のクリーチャーのデザインも担当した。椎咲は森瀬繚とのインタビューの中で、触手はある程度記号化された存在であるため、独自性を出せるようにしたと振り返っている。
キャラクターのデザインに当たっては受け取った設定資料をもとに、インターネットや書籍で調べたうえで作画に入るため、幾分かは神話上の姿を取り入れたと椎咲は話している。たとえば、オーガストの場合、神名であるイゴールナクの特徴「頭部が無く、裸で両手に口のある太った男の姿をしている。」のうち、肥満体を除く部分を主人公・玲壱と合体した姿に反映させている。また、主人公の玲壱はクリオネをモデルにデザインされた。

椎咲はヨゾラルートの設定資料を受け取った時に驚きつつも、担当したからにはいつも通り最善を尽くす方向で進めていったと振り返っている。また、ヨゾラルートの原画に当たっては特に構えることはしなかったものの、目に見えて変化のあるキャラクターを絵として具現化するため、プレイヤーが不快な意味で受け取らないようにする表現を心掛けたとしている。それでも、絵の見せ方には限界があり、シナリオの状況次第では受け取り方も変わってくるため、その部分ではキャラクターの性格に助けられたともしている。

## 評価
ライターのイ・ヤン提督は、レビューサイト「MediaClip」に寄せた記事の中で、好き嫌いがはっきり分かれる作品だとしつつも、シナリオの完成度については評価しており、「最初は様々な伏線を残したまま終わってしまうので状況把握に時間がかかり感情移入はしづらいものの、伏線が回収され、点と点がつながったときの爽快感は抜群である」と評し、対象者の腸内に排泄物を転移させるクズコの攻撃方法については笑ってしまったと述べている。その一方で、イ・ヤン提督はシステムについては「本作は行動を選択する場面がなく、分岐点でルートを選択するくらいで、しかもすべてのシーンで同じCGが使われているため、セーブデータを読み込んだ時に状況を把握しづらくなる」と述べ、セーブデータにサブタイトルをつけるか、フローチャートの全体図を表示する機能が欲しかったと述べている。また、イ・ヤン提督は、周回数が多くイベントの流用が目立ったことについても指摘している。